# オルタナティヴ・ダンス
オルタナティヴ・ダンス（英語: Alternative dance、アメリカ合衆国ではインディー・ダンスまたはアンダーグラウンド・ダンスとも呼ばれる）は、オルタナティヴ・ロックとエレクトロニック・ダンス・ミュージックを融合させた音楽ジャンル。主にブリテン諸島でのみ流行していたが、1980年代のニュー・オーダーや1990年代のプロディジーといったアーティストによって世界的に知られるようになった。

## 特徴
オールミュージックは、オルタナティヴ・ダンスを「オルタナティヴ・ロックやインディー・ロックのメロディックな楽曲構成に、エレクトロニック・ビート、シンセサイザー、サンプリング、そしてポスト・ディスコ、ダンス・ミュージックのクラブ志向を融合させたもの」と評している。「Sacramento Bee」紙はこれを「ポストモダン、ユーロシンセ、テクノポップ、ニュー・ウェイヴをブレンダーで混ぜ合わせたもの」と呼んでいる。
このジャンルは、クラブ・カルチャーから大きな影響を受けつつ、エレクトロ・ポップ、ハウス、EBMといった他の音楽スタイルも取り入れている。オルタナティヴ・ダンスのパフォーマーは、独自のスタイル、テクスチャ、あるいは特定の音楽要素の融合を通して、自らの音楽と深く結びついている。彼らは通常、小規模なレコード・レーベルと契約している。

## 略歴

### 1980年代 - 1990年代
オルタナティヴ・ダンスのアーティストの多くはイギリス人である。これは「イギリスのクラブシーンやレイヴ・シーンがアンダーグラウンド・ミュージック・カルチャーにおいてより顕著だったため」である。ニュー・オーダーは、オールミュージックによってこのジャンルの最初のグループとして挙げられている。1982年から1983年にかけての彼らの作品は、ドイツのグループ、クラフトワーク風にポストパンクとエレクトロ/シンセポップを融合させている。オルタナティヴ・ダンスは、1980年代後半のイギリスのマッドチェスター・シーン（ニュー・オーダーの故郷であるマンチェスターから派生）や、1990年代のトリップ・ホップやレイヴ・シーンに大きな影響を与えた。ニュー・オーダーとファクトリー・レコードによって設立されたマンチェスターのハシエンダ・クラブは、1980年代のイギリスにおいてこのジャンルの中心地となった。一方、セイント・エティエンヌ、ダブスター、スペース、ホワイト・タウンといったインディーズ志向のアーティストたちも、音楽の中でダンス・ビートやリズムを探求した。
プロディジー、ファットボーイ・スリム、ケミカル・ブラザーズは、マッドチェスター以後のイギリスのアーティストの代表的な例で、ダンス・ミュージック界からオルタナティヴ・ミュージックへと転向し、1990年代半ばには彼らの作品のほとんどがビッグ・ビート・ミュージックのジャンルに分類された。3組のうち、プロディジーは1997年に3枚目のスタジオ・アルバム『ザ・ファット・オブ・ザ・ランド』がアメリカを含む25カ国で初登場1位を獲得し、オルタナティヴ・ダンス・ミュージックとして初の国際的なヒットを記録した。1990年代にはアイスランドのミュージシャン、ビョークも国際的な成功を収めた。彼女はインディーズ・バンド、シュガーキューブスの元メンバーで、ソロ・アルバム『デビュー』（1993年）と『ポスト』（1995年）でオルタナティヴ・ダンスの要素を取り入れ、トリッキー、ハウィー・B、808ステイトのグラハム・マッセイといったアーティストたちのプロデュースをフィーチャーした 。
アメリカでは、シカゴのリキッド・ソウルからサンフランシスコのダブトライブまで、ダンス・ミュージックは「シングル中心で、長期にわたって活躍するアーティストがいないという従来のアイデンティティを超えて」拡大した。アメリカのシーンはラジオで放送されることはほとんどなく、革新的な作品のほとんどはアンダーグラウンドで活動を続けるか、輸入されていた。

### 2000年代 - 現在
21世紀初頭、コンピューター技術と音楽ソフトがより身近になり、進化を遂げるにつれ、バンドは伝統的なスタジオ制作手法を放棄する傾向が強まった。高品質な音楽は、ラップトップ1台程度のコンピューターで生まれることが少なくない。こうした進歩により、オルタナティヴ・ダンス・ミュージックを含む、自宅で制作されたエレクトロニック・ミュージックがインターネットを通じて入手しやすくなった。BBC Radio 1のDJ、アニー・マックによると、新世紀のエレクトロニック・ミュージック・シーンの強みの一つは「コミュニティ感覚」にあるとのこと。また、彼女は次のように述べている。「ウェブサイト、ブログ、Myspaceページでは、人々がレコードについて語り合い、お互いのおすすめをチェックしています。かつてのクラブ・シーンのように、有名DJが流行の方向性を決めていた時代とは異なり、今は口コミが非常に重要です」。
2000年代初頭、「エレクトロクラッシュ」という言葉は、フィッシャースプーナーやレディトロンといった、ニュー・ウェイヴとエレクトロニック・ミュージックを融合させたアーティストを指して使われていた。エレクトロクラッシュ・フェスティバルは2001年と2002年にニューヨークで開催され、その後、2003年と2004年にアメリカとヨーロッパをツアーした。2000年代半ば、イギリスの音楽雑誌『NME』は、グロースティックやネオンライトなど、1990年代のレイヴ・シーンの小道具を取り入れたロックの美学を持つクラクソンズなどのバンドの音楽を表現するために「ニューレイヴ」（「ニュー・ウェイヴ」と「レイヴ」を組み合わせた）という用語を普及させた。